# Trott zu Solz (Adelsgeschlecht)

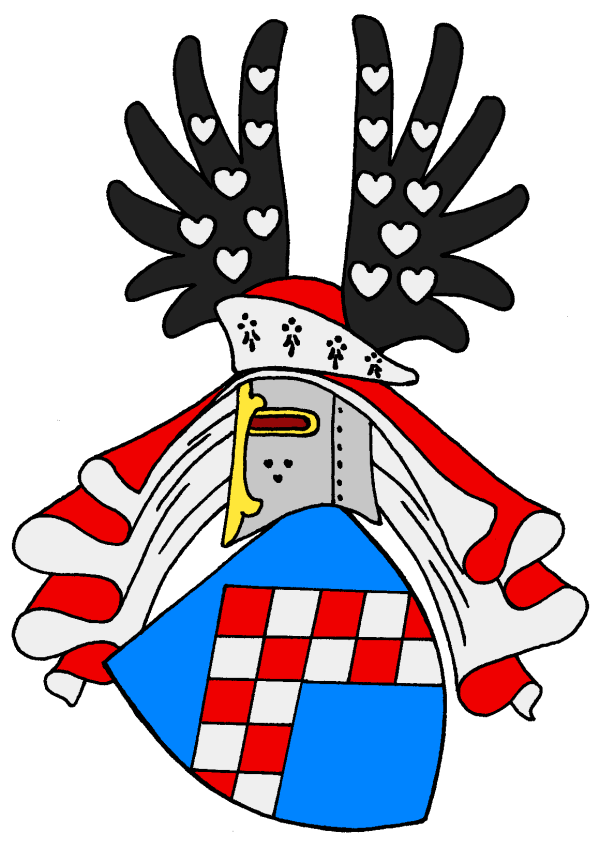
Stammwappen derer von Trott zu Solz

Trott zu Solz ist der Name eines alten, seit der Reformation evangelischen hessischen Adelsgeschlechts. Der in Hessen begüterte Teil der Familie ist bis heute bei der Althessischen Ritterschaft immatrikuliert und auf den Gütern Solz und Imshausen bei Bebra ansässig.

## Geschichte
Das Geschlecht erscheint erstmals urkundlich im Jahr 1252 mit den Rittern Hermann und Berthold Trott, Herren auf Burg Lispenhausen und Grundherren in Solz. Hermann wurde 1261 auch als Burgmann auf der Reichsburg Boyneburg erwähnt und mit ihm beginnt die direkte Stammreihe.
Zwei Burglehen zu Rotenburg an der Fulda (die dortige Trottenburg und die Burg Rodenberg) sowie zwei Burghäuser zu Wildeck, darunter die 1337 als fuldisches Lehen erworbene Burg Wildeck, gehörten zum frühen Familienbesitz. 1332 wird Berthold (genannt „Bodo“, Ritter und Burgmann zu Rotenburg) als Lehnsträger der Abtei Hersfeld in Solz genannt, wo es allerdings noch andere Lehnsnehmer gab; erst 1506 kam Solz in den alleinigen Lehensbesitz der Trotten. Auch der Lispenhausener Besitz war in mehrere Freigüter geteilt; anstelle der heute abgegangenen Alten Burg Lispenhausen errichteten die Trotten im Spätmittelalter hier die bis heute bestehende Wasserburg Lispenhausen. In Treffurt gehörte der Familie der Trott'sche Hof. Um 1500 erwarben die Trotten dann das Solz benachbarte Gut Imshausen, umgeben vom Trottenwald. 1527 erwarben die Treffurter Trott die Burg Schwarzenhasel (die bis 1823 – zugleich mit der inzwischen ruinösen Burg Rodenberg – im Besitz der Familie verblieb). Ferner gehörte der Familie Besitz in Niederellenbach und Ersrode, nebst anderen Gütern, Vorwerken und Gefällen.
1640 tauschte Werner von Trott das Schlossgut Lispenhausen gegen das Vorwerk Iba; der Stamm Lispenhausen, ansässig noch auf einem Restgut, starb 1707 aus. Der Solzer Stamm war geteilt in die Linien Solz/Imshausen, Treffurt/Schwarzenhasel und die brandenburgische Linie, die beginnend mit Adam von Trott seit 1537 auf Badingen und seit 1542 auf dem Kloster Himmelpfort saß, woraus sie die Herrschaft Badingen und Himmelpfort bildete. Diese wurde nach dem Aussterben der dortigen Linie 1727 vom brandenburgischen Kurfürsten als erledigtes Lehen eingezogen.
Am 28. Februar 1586 erfolgte in Prag eine kaiserliche Wappenvereinigung mit dem aus dem Saalkreis stammenden Adelsgeschlecht von Trotha. Die Familien sind jedoch nicht desselben Stammes und machen von dem vereinigten Wappen daher keinen Gebrauch mehr.
Bis 1616 waren die Güter der Trott in Hessen meist Gesamtbesitz aller Linien des Geschlechts, danach erfolgte eine Aufteilung in die Zweige Solz und Imshausen und auch in Treffurt und Schwarzenhasel bildeten sich eigene Zweige. 1692 fiel ein Teil des Trott'schen Besitzes in Solz und Imshausen durch Erbschaft an die Reichsfreiherren von Verschuer, die bis heute ein eigenes Herrenhaus in Solz bewohnen. Um den Imshäuser Besitz führten die beiden Familien in der ersten Hälfte des 18. Jahrhunderts jahrzehntelang einen Prozess vor dem Reichskammergericht, der mit einem Vergleich endete, wodurch das Lehen bei den Trott blieb, die Verschuer aber eine Abfindung erhielten. 1901 verkauften die Verschuer ihren Anteil am Trottenwald.
Der jüngere Zweig Imshausen erhielt am 3. Mai 1778 den Reichsfreiherrenstand, der Zweig Solz am 5. November 1812 die Anerkennung des Freiherrenstandes, von dem er aber keinen Gebrauch machte. Die Linie zu Schwarzenhasel erlosch 1813 im Mannesstamm mit Carl Ludwig von Trott zu Schwarzenhasel. Das Gut Schwarzenhasel fiel an die Trott zu Solz, die es noch bis 1823 in Besitz hatten.

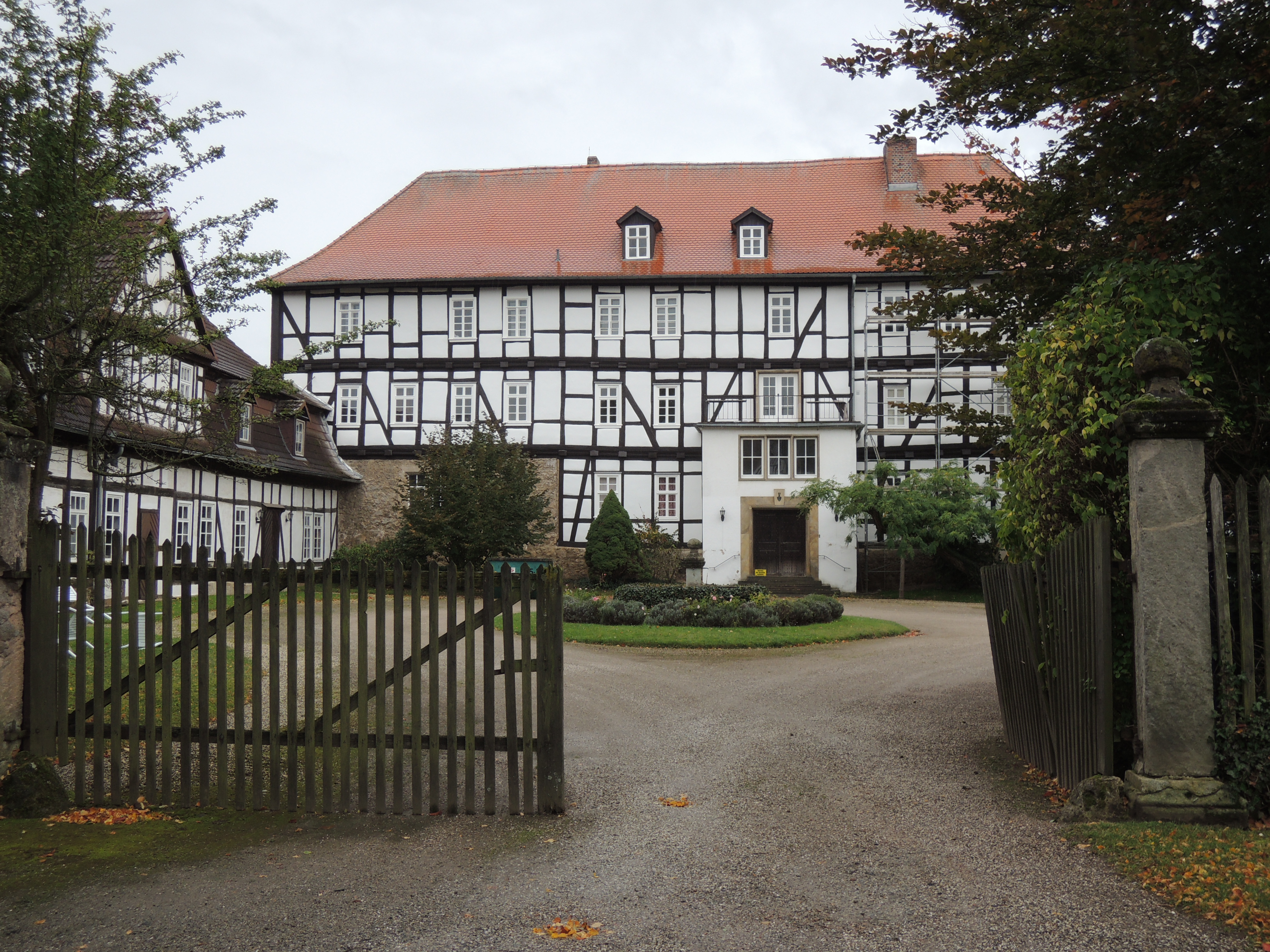
Burg Solz
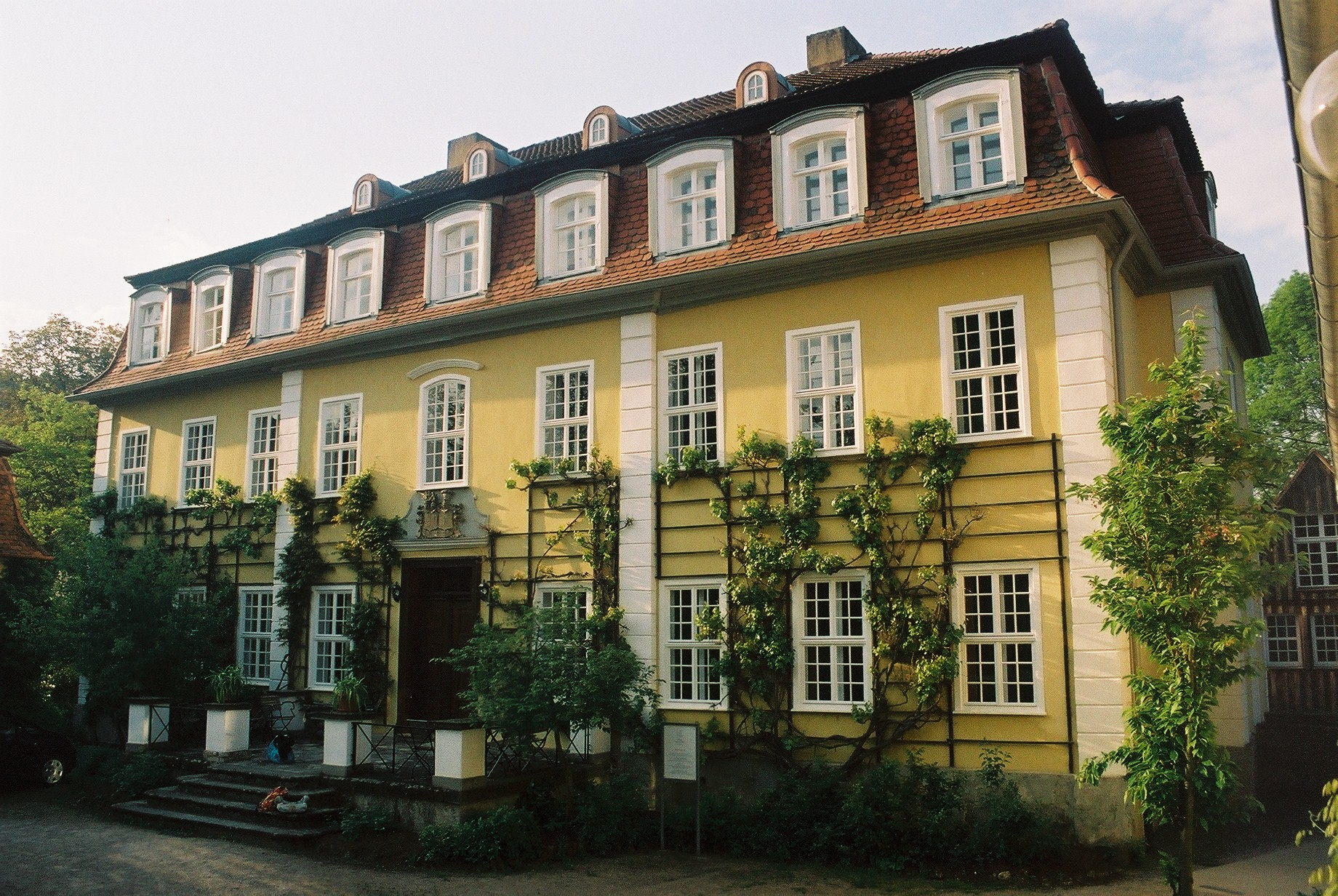
Schloss Imshausen
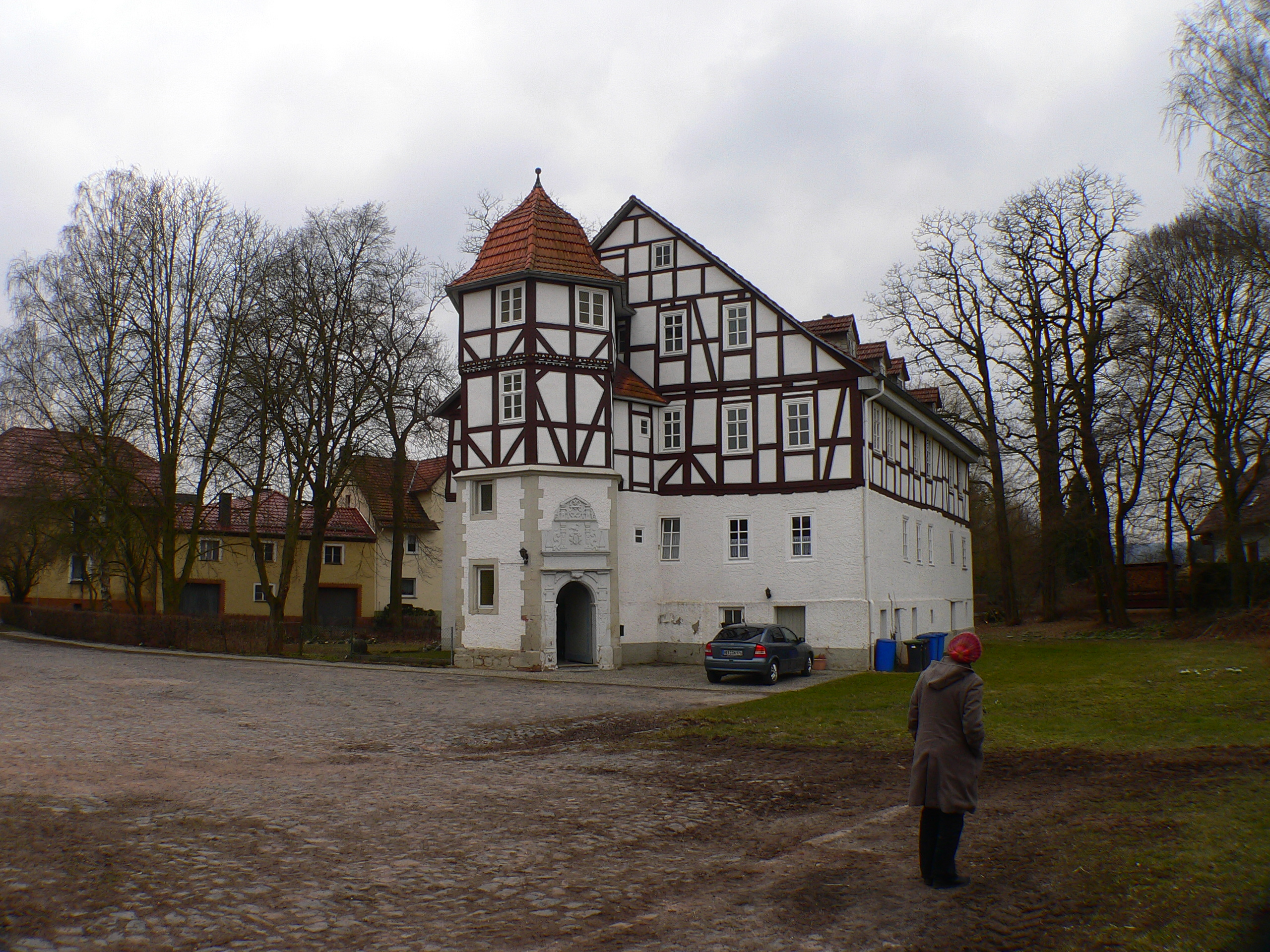
Burg Lispenhausen
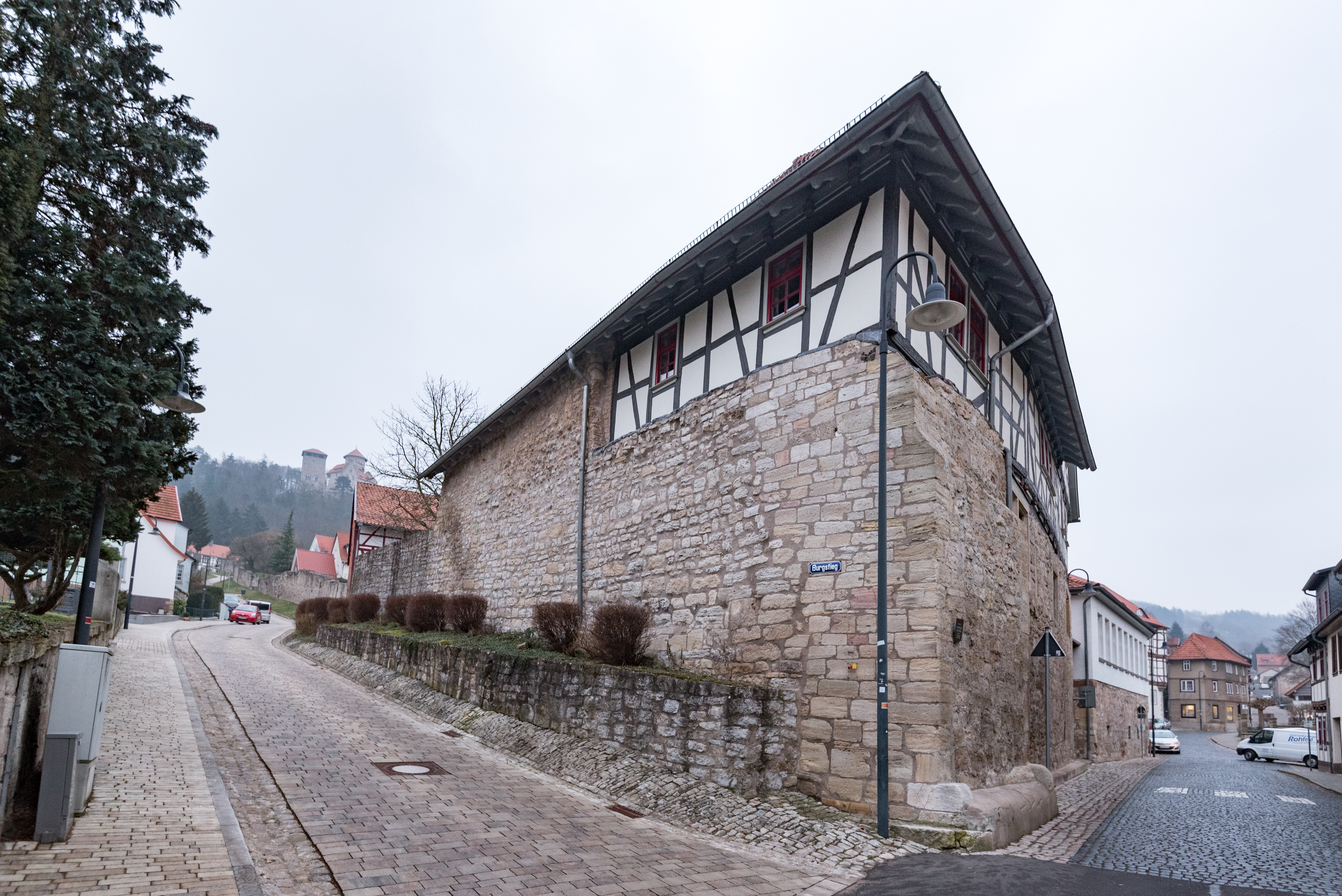
Trott’scher Hof in Treffurt
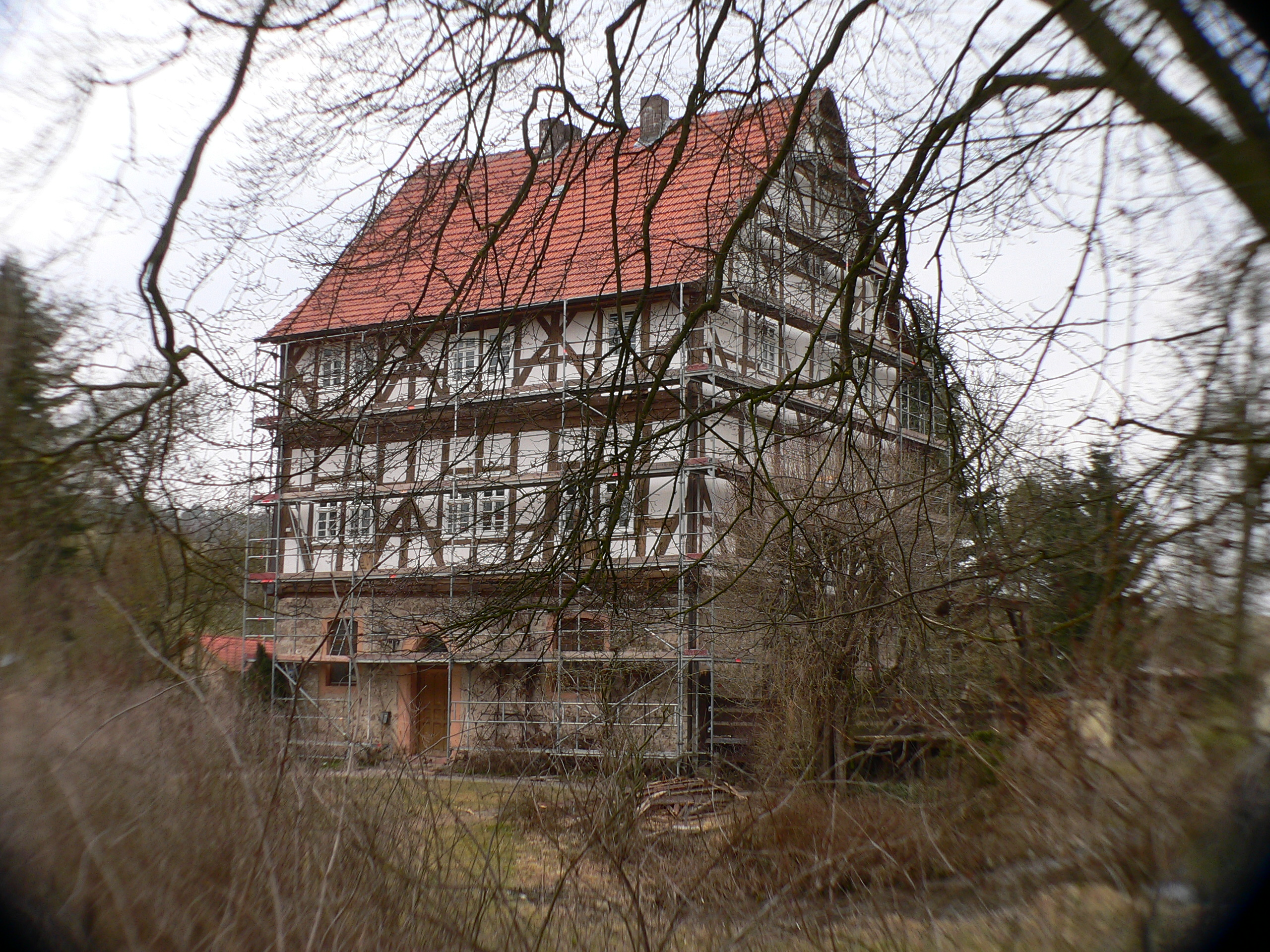
Burg Schwarzenhasel
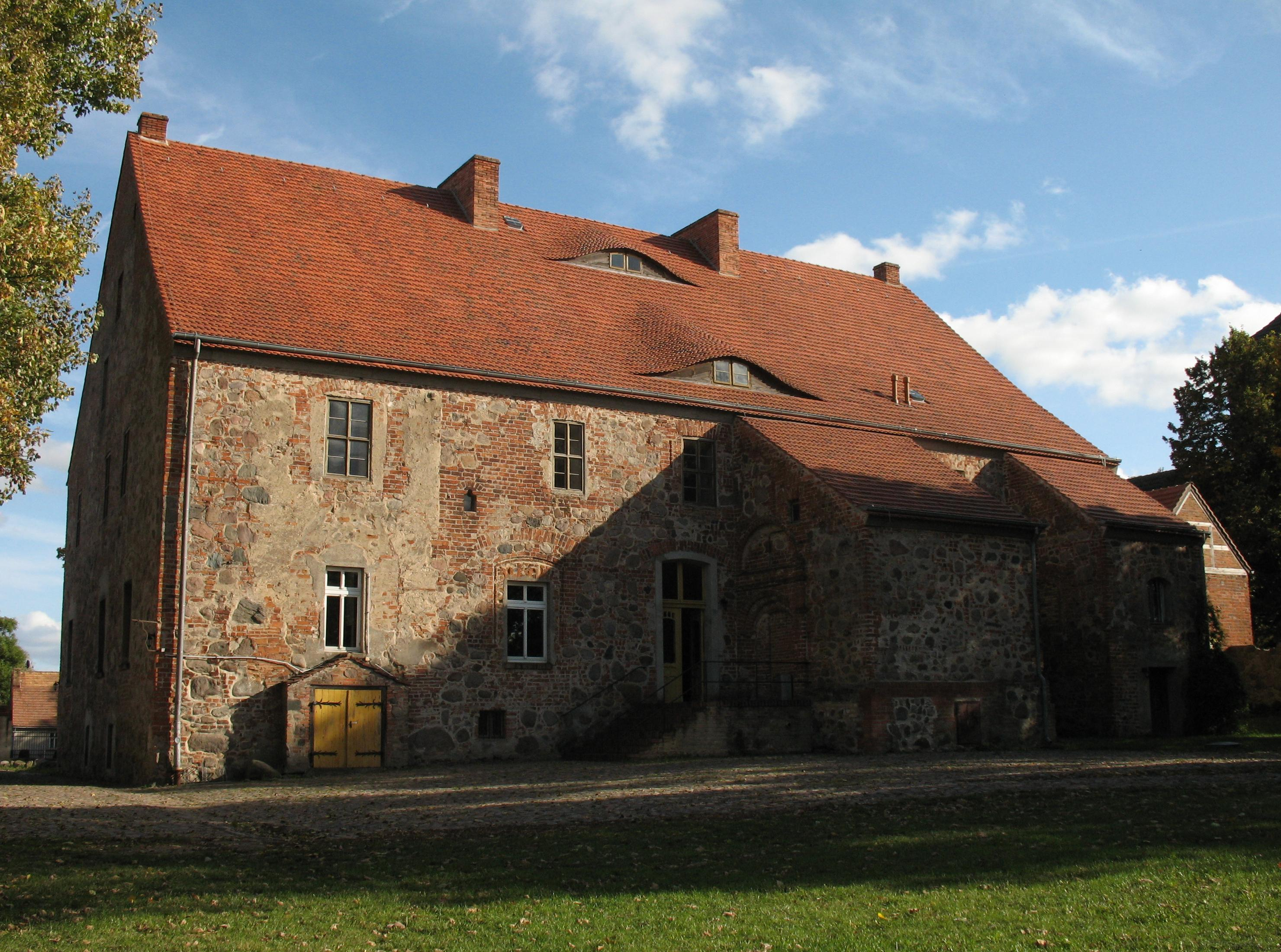
Schloss Badingen, Brandenburg

## Wappen

Vereinigtes Wappen Trotha-Trott derer von Trotha von 1586

Das Stammwappen der Familie zeigt in Blau einen von Rot und silber geschachten Sparren. Auf dem Helm mit rot-silbernen Decken eine hermelingestulpte rote Mütze, darauf ein offener, mit silbernen Herzen besäter, schwarzer Flug.
Das vereinigte Wappen von 1586 (Trott/Trotha) ist geviert und zeigt in den Feldern eins und vier das Stammwappen, in zwei und drei in Gold einen schwarzen Raben mit einem goldenen Reif im Schnabel (von Trotha). Es hat zwei Helme: auf dem rechten mit blau-silbernen Decken eine silberne Mütze mit dem Flug wie im Stammwappen, auf dem Linken ein sitzender roter Wolf (von Trotha).
Auch die sächsischen von Trotha erhielten eine kaiserliche Wappenvereinigung mit den Trott zu Solz am 28. Februar 1586 in Prag. Die Familie von Trotha macht allerdings, ebenso wie die Trott, keinen Gebrauch mehr von diesem Wappen, da entgegen der damaligen Vermutung keine Stammesgemeinschaft besteht. Dieses Wappen zeigte in den Feldern eins und vier das Stammwappen derer von Trotha: in Gold auf grünem Dreiberg einen Raben mit einem goldenen Reif im Schnabel; in den Feldern zwei und drei das Stammwappen derer von Trott zu Solz: in Schwarz ein von Silber und Rot in zwei Reihen geschachter Sparren. Es hat zwei Helme: auf dem bekrönten rechten mit schwarz-goldenen Decken ein sitzender goldener Wolf (von Trotha), auf dem Linken mit rot-silbernen Decken ein hermelingestulpter roter Turnierhut, darauf ein offener schwarzer Flug, bestreut mit silbernen und roten Herzen (Trott zu Solz).

## Namensträger

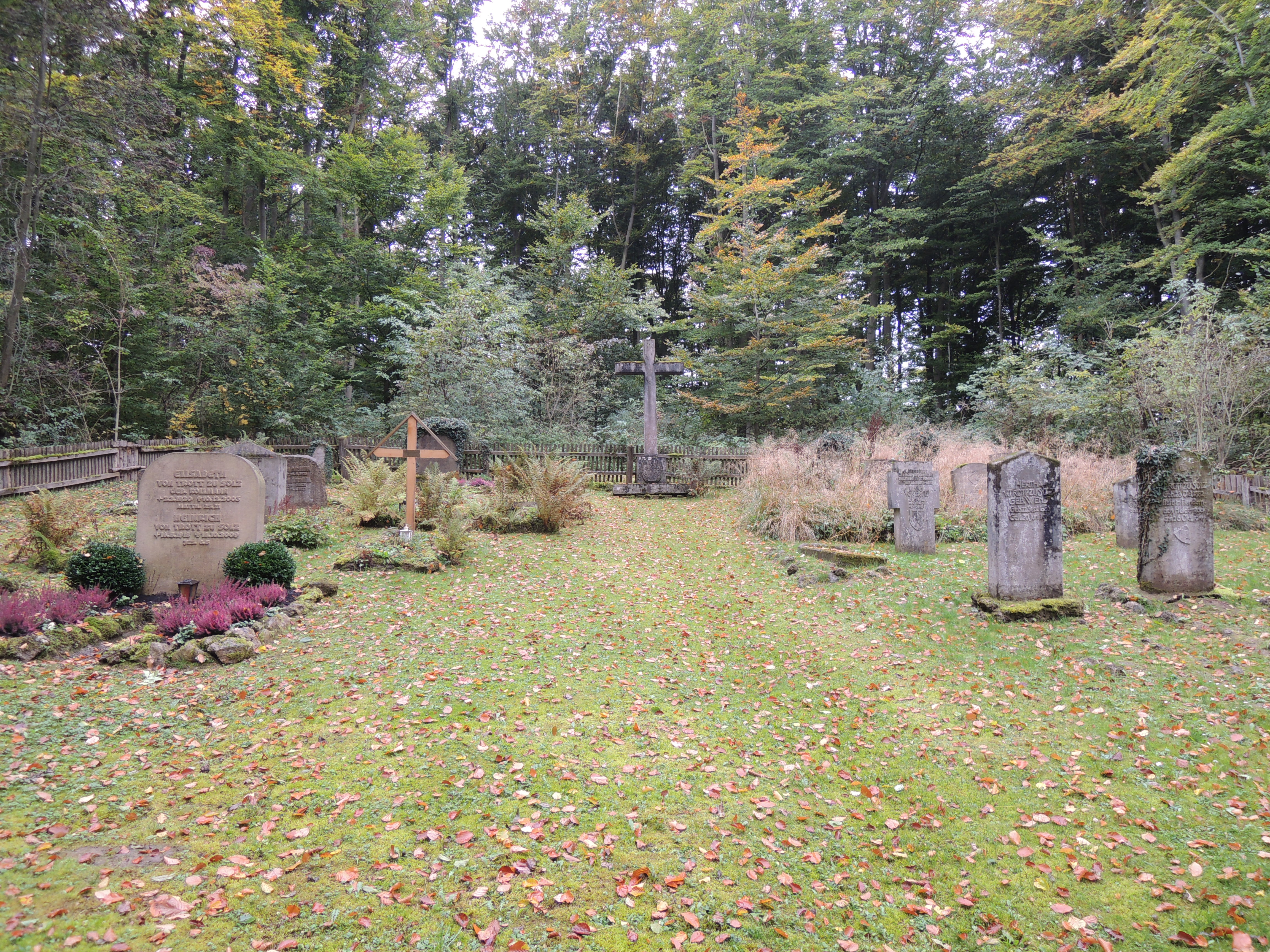
Trottenfriedhof bei Imshausen mit zahlreichen Gräbern der Familie

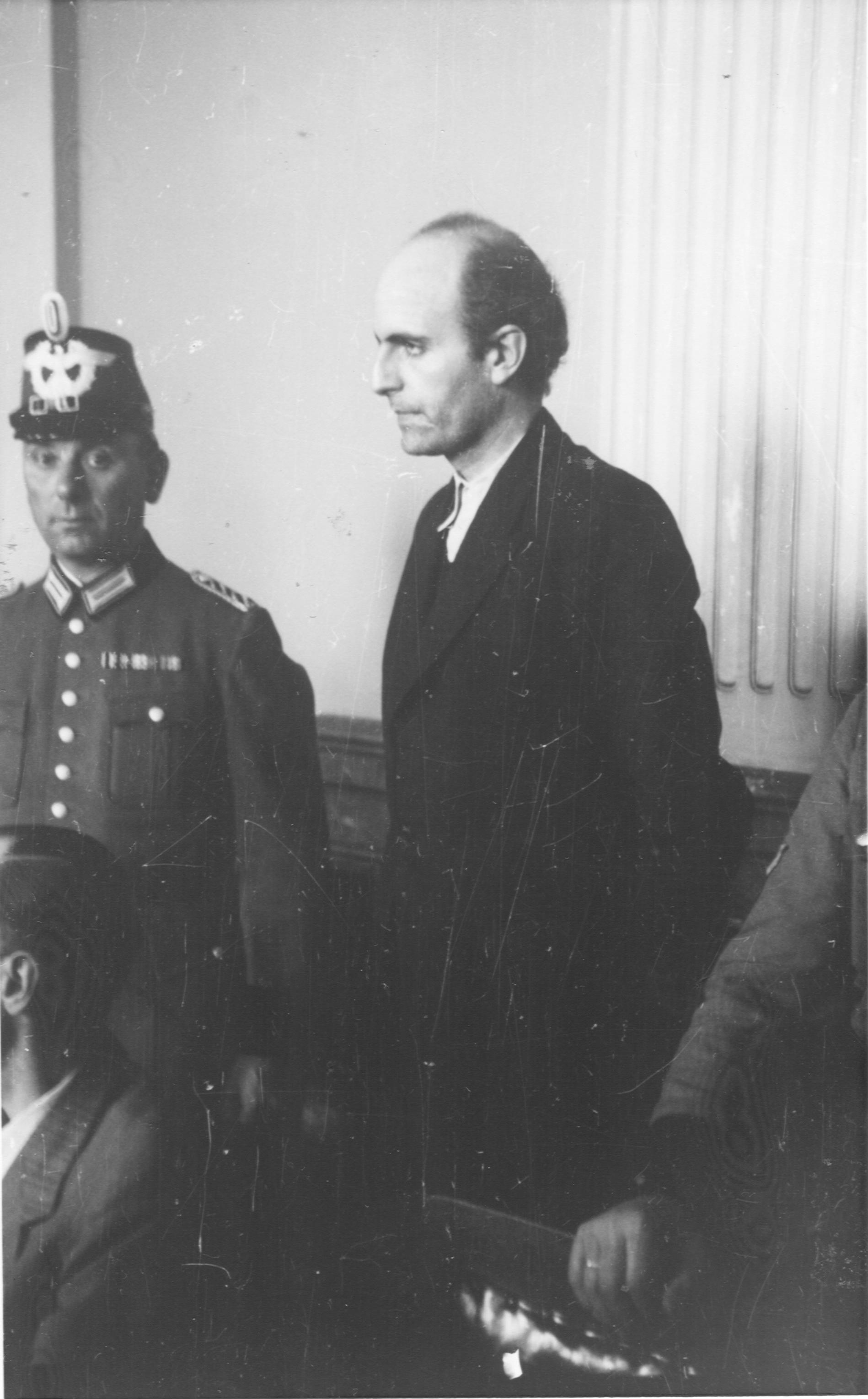
Der Widerstandskämpfer gegen den Nationalsozialismus Adam von Trott zu Solz (1909–1944) vor dem Volksgerichtshof

- Adam von Trott († 1564), Reichsgeneralfeldmarschall des Heiligen Römischen Reichs und Oberhofmarschall des Kurfürsten von Brandenburg
- Eva von Trott zu Solz (um 1506–1567) Geliebte des Herzogs Heinrich II. (Braunschweig-Wolfenbüttel). Durch ihre Scheinbeerdigung sollte die Beziehung kaschiert werden
- Wilhelm Friedrich von Trott zu Solz (1762–1825), Abgeordneter der Reichsstände des Königreichs Westphalen und Richter am Oberappellationsgericht 
  - Wilhelm von Trott zu Solz (1802–1841), Abgeordneter des Kurhessischen Kommunallandtags
  - Otto von Trott zu Solz (1810–1876), deutscher Gutsbesitzer, Obervorsteher der Ritterschaft sowie Mitglied der kurhessischen Ständeversammlung
- August Heinrich von Trott auf Solz (1783–1840), Präfekt im Königreich Westphalen und Gesandter am Deutschen Bundestag in Frankfurt.
  - Bodo von Trott zu Solz (1817–1887), Obervorsteher der Ritterschaft, Abgeordneter des Kurhessischen Kommunallandtages
- August von Trott zu Solz (1796–1862), deutscher Gutsbesitzer, Mitglied der kurhessischen Ständeversammlung
- Friedrich Heinrich Ludwig Wilhelm von Trott zu Solz (1794–1855), Minister im Kurfürstentum Hessen
  - Friedrich von Trott zu Solz (1835–1894), deutscher Verwaltungsbeamter, Parlamentarier und Kirchenpolitiker
- Werner von Trott zu Solz (1849–1898), deutscher Verwaltungsbeamter
- Bodo von Trott zu Solz (1879–1934), deutscher Verwaltungsjurist
- Ernestine von Trott zu Solz (1889–1982), Gründerin des Landheims Salem in Asendorf
- August von Trott zu Solz (1855–1938), preußischer Staatsminister. Er hatte mit seiner Frau Eleonore acht Kinder:
  - Werner von Trott zu Solz (1902–1965), Mitherausgeber der Zeitschrift Labyrinth (1960–1962)
  - Irene (1904–1908),
  - Vera (1906–1991),
  - Ursula (1908–1977),
  - Adam von Trott zu Solz (1909–1944), deutscher Jurist, Diplomat und Widerstandskämpfer gegen den Nationalsozialismus,
  - Monika (1911–1966),
  - Heinrich von Trott zu Solz (1918–2009), Bruder von Adam. Nach traumatischen Erlebnissen an der Ostfront desertierte er im Sommer 1944 in Frankreich.
  - Ello (1920–1972)
- Clarita von Trott zu Solz, geborene Tiefenbacher, (1917–2013), Psychotherapeutin, Ehefrau von Adam
- Jost von Trott zu Solz (1944–2009), deutscher Jurist